# Fílis

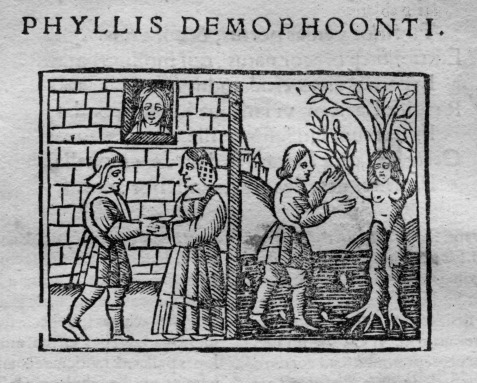
Xilogravura de Fílis e Demofonte, Veneza, início do século XVI

Fílis, na mitologia grega, era a filha do rei da Trácia, e se casou com Demofoonte, rei de Atenas e filho de Teseu, quando ele parou em seu país durante sua viagem de volta da Guerra de Troia.
Demofonte, ligado pelo dever à Grécia, retorna ao seu lar para ajudar seu pai, deixando Fílis para trás. Ela se despede dele dando-lhe um caixão contendo um sacramento de Reia, e pedindo-lhe que o abra apenas quando perder as esperanças de voltar para ela.
A partir dali, a história diverge. Numa de suas variantes, Fílis cometeu suicídio enforcando-se de uma árvore. No local onde foi enterrada, nasceu uma amendoeira, que floresce quando Demofonte finalmente retorna para ela.
Na versão de Pseudo-Apolodoro, Demofoonte vai morar em Chipre. Quando chega o tempo indicado, Fílis amaldiçoa Demofoonte e se mata; Demofoonte abre o caixão e se apavora, saindo correndo em seu cavalo, que cai e faz Demofoonte morrer pela própria espada.
A versão mais célebre do mito aparece no segundo livro do épico do escritor romano Ovídio, as Heróides, e também aparece na obra de Calímaco.
Os chamados 'Nove Caminhos' têm sua origem com a história de Fílis, que teria retornado nove vezes à costa para esperar pelo retorno de Demofonte.
Em outra versão, Filis foi uma rainha da Fócida que se apaixonou por Demofonte, filho de Teseu, e com ele viveu na Trácia. O príncipe, no entanto, ao partir para Atenas, prometeu-lhe voltar; porém, ela, desgostosa com sua ausência, atirou-se ao mar, sendo transformada em amendoeira. Quando Demofonte finalmente regressou à Trácia, a árvore floriu de alegria.